# 祁门县
祁门县位于中国安徽省南部山区、昌江上游，是黄山市下辖的一个县，邻接江西省。因茶叶生产历史悠久，早在唐代祁门就有十分繁盛的茶市，今被称作“中国红茶之乡”。区域总面积为2,214.98平方公里。

## 行政区划
祁门县下辖10个镇、8个乡：
祁山镇、小路口镇、金字牌镇、平里镇、历口镇、闪里镇、安凌镇、凫峰镇、塔坊镇、新安镇、大坦乡、柏溪乡、祁红乡、溶口乡、芦溪乡、渚口乡、古溪乡和箬坑乡。

## 人口
根据(安徽省)黄山市第七次全国人口普查公报显示：祁门县常住人口为145644人，男性人口占比51.31%，女性人口占比48.69%，年龄结构中0-14岁占比15.24%，15-59岁占比61.07%，60岁以上占比23.68%，65岁以上占比18.03%。

## 交通
- 237国道过境。

## 历史
- 祁门建县于唐代宗宝应元年(公元762年), 唐代属歙州，宋代徽宗年间开始属徽州府。
- 晚清1860年代曾國藩軍司令部設置於祁门县。
- 祁门县因城东北有祁山，西南有阊门而得名。

## 景点
- 国家重点文物保护单位：祁门古戏台、洪家大屋（曾国藩行辕）
- 安徽省文物保护单位：伟溪塔、等
- 黄山市文物保护单位：阊江双桥（平政桥、仁济桥）、等
- 祁门县文物保护单位：文峰塔等

祁门县是安徽省林业重点县，境内森林覆盖率高达85.78%，居全省之冠。
- 牯牛降自然保护区，位于与石台县交界处，号称“华东最后的原始森林”，为国家4A级旅游景区。

## 名人
- 郑之珍 -- 明代目莲戏剧作家
- 汪伯彦 -- 宋代知枢密院事
- 汪机-- 明代医学家

## 特产
- 祁门红茶
- 安茶：中国地理标志产品。